# Frullania taiheizana
Frullania taiheizana là một loài Rêu trong họ Jubulaceae. Loài này được Horik. mô tả khoa học đầu tiên năm 1934.